# Thal-Drulingen
Thal-Drulingen é uma comuna francesa na região administrativa de Grande Leste, no departamento Baixo Reno. Estende-se por uma área de 5,29 km². Em 2010 a comuna tinha 189 habitantes (densidade: 35,7 hab./km²).